# Коттська мова

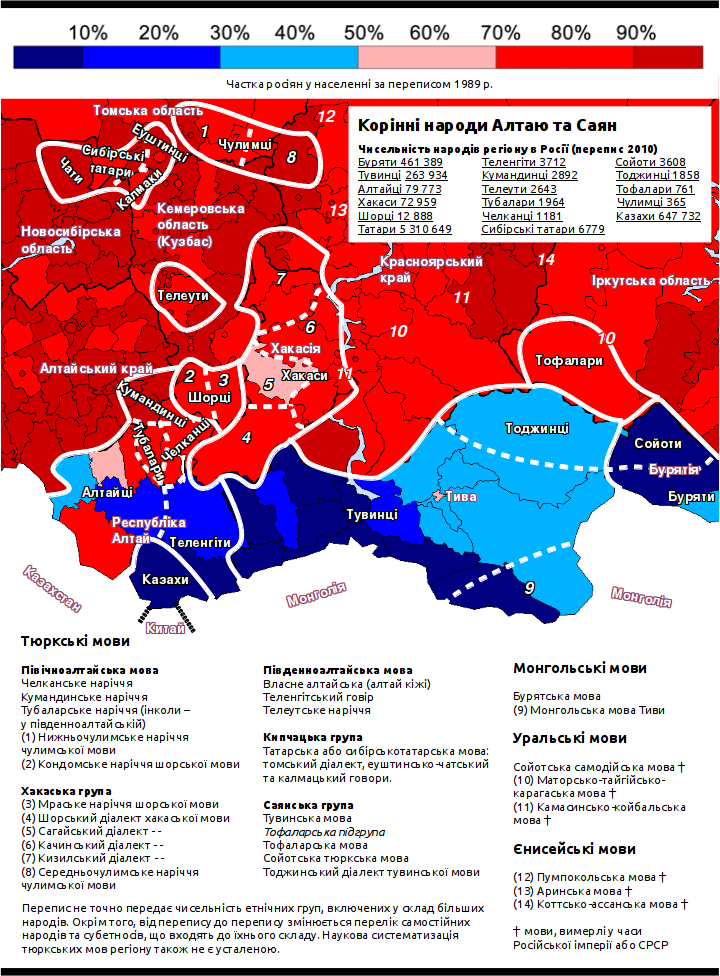
Поширення мови

Коттська мова — нині мертва мова, що належала до асано-коттської групи єнісейської мовної сім'ї. Вимерла в п'ятидесяті роки XIX століття. Була поширена в Сибіру, в районі річки Єнісей
Відповідно до збережених матеріалів XVIII століття коттська й асанська мови дуже близькі, що як раз і є часом підставою для їх об'єднання в одну аса-коттську мову. Проте чітко відмежовані один від одного ареали ассанских і коттських гідронімів, відмінності у фонетиці, лексиці та граматиці змушують розглядати їх як дві самостійні єнісейські мови, що складають асса-коттську групу. Крім того, історичні джерела дозволяють припустити, що асани та котти самі себе усвідомлювали як різні народності й усвідомлювалися такими з боку своїх сусідів.